# أولاد سى داوود (أولاد يحيى لوطا)
أولاد سى داوود هو دُوَّار يقع بجماعة ولاد يحيى لوطا، إقليم بنسليمان، جهة الدار البيضاء سطات في المملكة المغربية. ينتمي الدوّار لمشيخة أولاد يحيى لوطا التي تضم 6 دواوير. يقدر عدد سكانه بـ 360 نسمة حسب الإحصاء الرسمي للسكان والسكنى لسنة 2004.

## روابط خارجية
- البوابة الوطنية للجماعات الترابية
- المندوبية السامية للتخطيط